# سامسونگ گلکسی فولدر
سامسونگ گلکسی فولدر (انگلیسی: Samsung Galaxy Folder) یک تلفن هوشمند است که در سال ۲۰۱۵ در بازار کره عرضه شد. سامسونگ گلکسی فولدر یک تلفن هوشمند غیر عادی تاشو با صفحهٔ لمسی و در عین حال صفحه‌کلید دکمه‌ای است.